# Peter Neumann (Rennfahrer)
Peter Neumann (* 26. März 1948 in Darmstadt) ist ein ehemaliger deutscher Motorradsportler.
Als Motorradgeländesportler gewann er mit der BRD-Nationalmannschaft 1975 und 1976 die Internationale Sechstagefahrt. Neumann wurde vier Mal in Folge Europameister und erkämpfte sich drei Titel in der Deutschen Meisterschaft.

## Sportlicher Werdegang
Die Heimat von Peter Neumann ist Eschollbrücken, geboren wurde er im nahe gelegenen Darmstadt. Seine motorsportliche Laufbahn begann Neumann 1964 mit dem Motorradgeländesport. 1970 und 1971 wurde er Dritter bei der Europameisterschaft. Ein Jahr darauf kämpfte er sich an die Spitze, verteidigte den kontinentalen Titel in der 50-cm³-Klasse bis einschließlich 1975. 1972 war er erstmals Mitglied der bundesdeutschen Trophy-Mannschaft bei der Internationalen Sechstagefahrt. Mit der Nationalmannschaft gewann er die Six Days 1975 und 1976. Zwischen 1973 und 1975 war er auch drei Mal Deutscher Meister. All seine Erfolge erkämpfte er sich auf Zündapp.
Mit den Six Days 1978 in Schweden beendete Peter Neumann seine Karriere.